# Elaphoglossum furfuraceum
Elaphoglossum furfuraceum är en träjonväxtart som först beskrevs av Georg Heinrich Mettenius och Oskar Kuhn och fick sitt nu gällande namn av Hermann Christ. Elaphoglossum furfuraceum ingår i släktet Elaphoglossum och familjen Dryopteridaceae. Inga underarter finns listade.